# Xã Coin, Quận Carroll, Arkansas
Xã Coin (tiếng Anh: Coin Township) là một xã thuộc quận Carroll, tiểu bang Arkansas, Hoa Kỳ. Năm 2010, dân số của xã này là 655 người.